# Bruce Bagemihl
Bruce Bagemihl (1962) is een Canadees bioloog, taalkundige en auteur. Hij schreef het boek Biological Exuberance: Animal Homosexuality and Natural Diversity over homoseksualiteit in het dierenrijk dat in 1999 voor het eerst gepubliceerd werd.

## Biografie
Bagemihl studeerde cognitiewetenschap en behaalde in 1988 een PhD in de taalkunde aan de Universiteit van Brits-Columbia. Vervolgens doceerde hij beide vakgebieden op deze universiteit. Voor Biological Exuberance dat in 1999 gepubliceerd werd, bestudeerde en verwerkte Bagemihl tien jaar lang honderden publicaties over homoseksualiteit in de natuur. Hij beschreef homoseksueel gedrag bij meer dan 450 verschillende soorten en stelde daarbij dat homo- of biseksualiteit een normaal verschijnsel is in de dierenwereld. In navolging van zijn werk en dat van Joan Roughgarden werd de tentoonstelling Against Nature? door het natuurhistorisch museum van Oslo gehouden. 